# Lanugen
El lanugen és el borrissol fi que recobreix el cos dels nadons tot just en néixer, i que substitueix el vèrnix del fetus que creix com a aïllant de la pell a causa de l'absència de greix. Generalment creix de manera densa en llocs del cos on normalment no hi creix pèl en quantitats suficients. Desapareix al cap de pocs dies del part.
El lanugel apareix al cap del fetus aproximadament entre les setmanes 13 i 16, i per la setmana 20 de gestació ja cobreix tot el cos. A mesura que avança el desenvolupament i la maduresa fetal, el lanugel cau de la pell i queda suspès en el líquid amniòtic, el qual és digerit pel fetus. Posteriorment, el lanugel contribueix a la formació del meconi neonatal, i la seva presència en nounats és un signe de naixement prematur.
També pot trobar-se de forma més persistent en determinades alteracions congènites i cutànies.
També pot aparèixer en anorèxia nerviosa per la ràpida davallada del greix corporal.